# Audrey Christie
Audrey Christie (* 27. Juni 1912 in Chicago, Illinois; † 19. Dezember 1989 in West Hollywood, Kalifornien) war eine US-amerikanische Schauspielerin.

## Leben und Karriere
Audrey Christie wurde in Chicago geboren, wobei die Mehrzahl der Quellen 1912 als Geburtsjahr angeben, einige aber auch alternativ 1911 oder 1910. Mit 15 Jahren trat sie als Tänzerin in Vaudeville-Shows auf, später war sie in Nachtclubs sowie beim Radio tätig. Ab 1933 spielte Christie regelmäßig Theater am Broadway in New York. In den folgenden Jahrzehnten bis 1970 war sie in erfolgreichen Stücken wie Sailor, Beware! (1933), The Women (1936), I Married an Angel (1938), Without Love (1942), The Voice of the Turtle (1943) and Light Up the Sky (1948) zu sehen.
1943 machte Christie ihr Filmdebüt mit einer Nebenrolle in George Cukors Filmdrama Keeper of the Flame an der Seite von Spencer Tracy und Katharine Hepburn. Sie blieb in erster Linie Theaterschauspielerin und absolvierte insgesamt nur wenige Filmauftritte. Häufig war sie in den 1950er-Jahren in der Rolle der „anderen Frau“ zu sehen, die das Herz des Hauptdarstellers zu erobern versucht, so das von Gordon MacRae im Filmmusical Karussell (1956). Eine ihrer bekanntesten Rollen hatte sie 1962 in Fieber im Blut von Elia Kazan, wo sie als prüde und autoritäre Mutter von Natalie Wood auftrat. Im Fernsehen war Christie schon seit den frühen 1950er-Jahren regelmäßig zu sehen. Hier übernahm sie Gastrollen in Serien wie Barney Miller, Drei Engel für Charlie und Die Waltons. Anfang der 1980er-Jahre zog sie sich von der Schauspielerei zurück.
Audrey Christie starb 1989 in ihrem Haus in West Hollywood an einem Lungenemphysem, sie hinterließ einen Sohn. Ihr Ehemann war der Schauspieler Donald Briggs (1911–1986).

## Filmografie (Auswahl)
- 1942: Die ganze Wahrheit (Keeper of the Flame)
- 1952: Die Maske runter (Deadline – U.S.A.)
- 1956: Karussell (Carousel)
- 1961: Fieber im Blut (Splendor in the Grass)
- 1962–1963: Fair Exchange (Fernsehserie, 19 Folgen)
- 1964: Goldgräber-Molly (The Unsinkable Molly Brown)
- 1965: Harlow
- 1965: Privatdetektivin Honey West (Honey West, Fernsehserie, Folge 1x06)
- 1966: Auf der Flucht (The Fugitive, Fernsehserie, Folge 3x16)
- 1966: Frankie und Johnny (Frankie and Johnny)
- 1967: Das Teufelsweib von Texas (The Ballad of Josie)
- 1967/1968: Süß, aber ein bißchen verrückt (That Girl, Fernsehserie, 2 Folgen)
- 1974: Mame
- 1975: F. Scott Fitzgerald in Hollywood (Fernsehfilm)
- 1975/1982: Barney Miller (Fernsehserie, 2 Folgen)
- 1976: Make-up und Pistolen (Police Woman, Fernsehserie, Folge 2x19)
- 1976: Starsky & Hutch (Fernsehserie, Folge 2x09 Wir bitten zum Tanz)
- 1976: Drei Engel für Charlie (Charlie’s Angels, Fernsehserie, Folge 1x10)
- 1976: Die Waltons (The Waltons, Fernsehserie, Folge 5x14 Veränderungen)
- 1978: Die Rache der blonden Hexe (Harper Valley PTA)
- 1979: The Streets of L.A. (Fernsehfilm)